# Expédition de trois ans

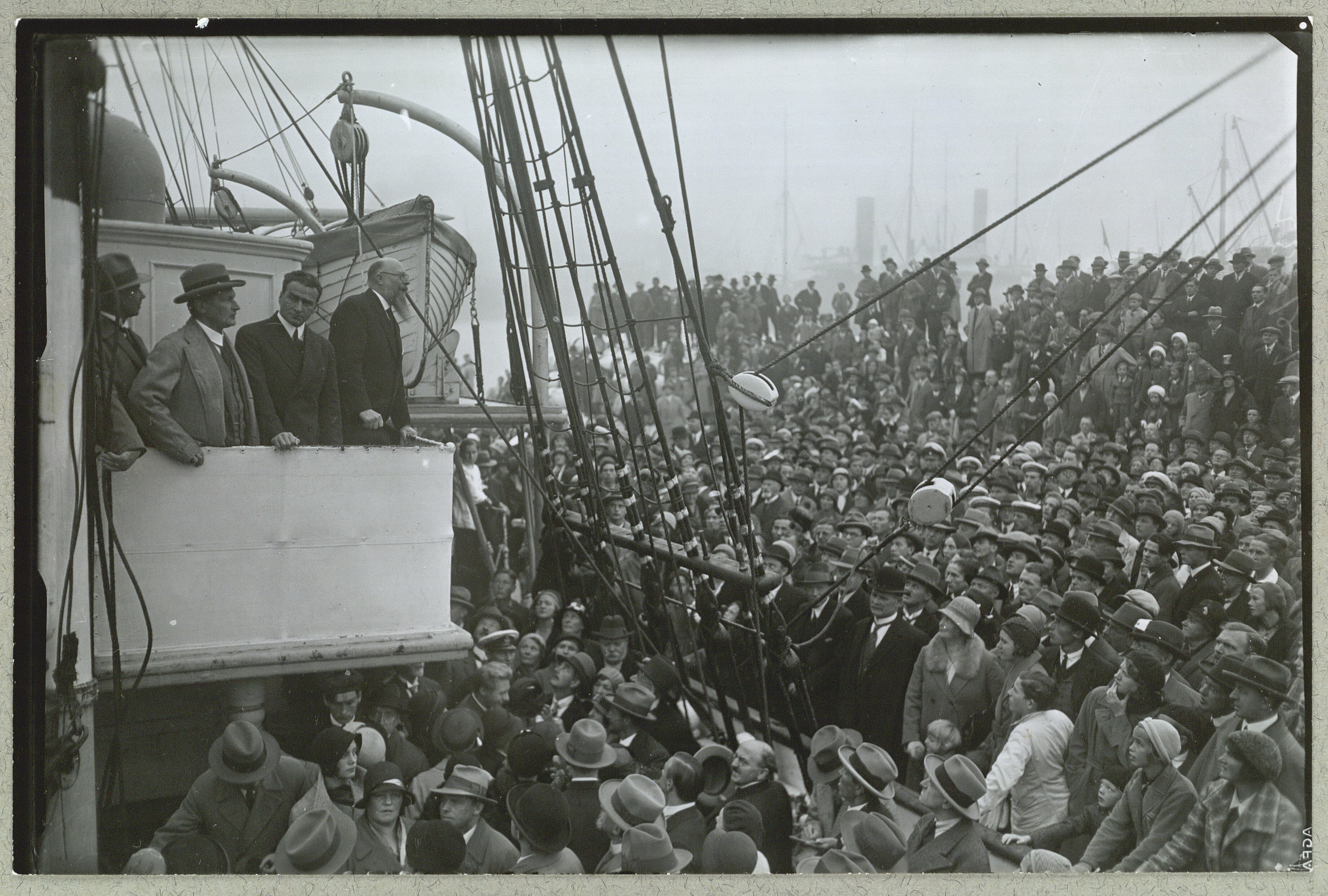
Plusieurs personnes dont Lauge Koch et Thorvald Stauning rassemblant la foule à l'arrivée des navires d'expédition à Copenhague en 1932.

L'expédition de trois ans (en danois : Treårsekspeditionen) est une expédition à l'est du Groenland qui a duré de 1931 à 1934 financée par la Fondation Carlsberg et l'État danois.
De nombreuses caractéristiques géographiques de l'est du Groenland ont été cartographiées et nommées au cours de l'expédition.
La station d'Eskimonaes sur l'île Clavering a été utilisée comme base d'hivernage par l'expédition.